# 部分ゲーム完全均衡
部分ゲーム完全均衡（ぶぶんゲームかんぜんきんこう、英: subgame perfect equilibrium）
または部分ゲーム完全ナッシュ均衡 (英: subgame perfect Nash equilibrium) とは、
ナッシュ均衡の考え方を元にした、多期間にわたるゲームの均衡概念である。
ある戦略ベクトルが部分ゲーム完全均衡であるとは、戦略が元のゲームのすべての部分ゲームでもナッシュ均衡点である場合である。
くだけた言い方では、
- プレーヤーたちが元のゲームの一部だけからなる小ゲームのすべてをプレイし、
- その小ゲームにおけるプレーヤーたちの振る舞いがその小ゲームのナッシュ均衡点で代表される場合、

プレーヤーたちの振る舞いは元のゲームの「部分ゲーム完全均衡点」である。
部分ゲーム完全均衡を決定するよくある方法は後退帰納法である。
ゲームの最後の行動を考え、行動をとったプレーヤーの効用を最大化する行動は何であるべきかを決定する。
次に最後のプレーヤーが（彼女にとって最適な）行動をとったと仮定した場合、
最後から二番目の行動を考え、最後から二番目のプレーヤーの効用を最大化する行動を選択する。
この過程をゲームの最初の手番まで継続する。こうして残った戦略はすべて部分ゲーム完全均衡点である。
しかしながら、ゲームが完全情報ゲームでない場合、または完備情報ゲームでない場合は後ろ向き帰納法は使えない。
後ろ向き帰納法の過程が要素数２以上の情報集合にかかってしまうためである。
また、後ろ向き帰納法は、有限の手数でゲームが終了する場合にしか使えない。
最後通牒ゲームはナッシュ均衡点より少数の部分ゲーム完全均衡点を与えるゲームの一例である。

## 部分ゲーム完全均衡点の発見
ラインハルト・ゼルテン は元のゲームで選択できる手のすべてを選択できる部分ゲームに分割できるどんなゲームも、部分ゲーム完全ナッシュ均衡点をもつ（混合戦略を含めた場合。非決定的部分ゲーム決定を与える）ことを証明した。
部分ゲーム完全ナッシュ均衡点は通常、ゲームの最終帰結からの後ろ向き帰納法で決定される。
ゲームの木上で「信じられる」手でない手を含む枝をノードから消去することによってである。
この型のゲームの例は三目並べである。後ろ向き帰納法の最も広範な応用は金融における初期のオプション取引の数値的な近似である。
「信じられる」という用語の興味深い面は、（部分ゲームに到達する過程の非可逆性を無視すると、）
部分ゲーム完全戦略よりも優れた戦略は存在するが、その戦略を実施するという脅迫はその脅迫者自身に有害であり、
そのためにその戦略は実施されないであろう、ということである。
たとえばチキンゲームの場合、一方が先に自車のハンドルを捨てる選択ができるばあい、彼は捨てるべきである。
なぜなら、彼が取り外したために、合理的な敵方は同じこと（ハンドルを捨てて刺し違えること）ができなくなるからである。
取り外したほうが必ず勝つ。敵方は曲がるからである。敵方の「直進するわよ」、という脅しは「信じられる」ものではない。
実は、一方のプレーヤーがハンドルを捨てたとき、敵方の合理的な選択肢は『「ハンドルを捨てる」、「ハンドルをつけたままにする」』
から『「ハンドルをつけたままにする」』という部分ゲーム完全ナッシュ均衡に絞られたのである。

## 翻訳元
本記事は Wikipedia 英語版
- Subgame perfect equilibrium. Subgame perfect equilibrium as of 3 October 2007

からの抄訳である。